# Emerson Sheik
Emerson Sheik (* 6. prosinec 1978) je katarsko-brazilský fotbalista.

## Reprezentační kariéra
Emerson Sheik odehrál za katarský národní tým celkem 3 reprezentační utkání a to v roce 2008.

## Statistiky
| Katar  | Katar | Katar |
| Roky   | Záp.  | Góly  |
| ------ | ----- | ----- |
| 2008   | 3     | 0     |
| Celkem | 3     | 0     |